# Nazionale maschile di calcio del Marocco
La nazionale maschile di calcio del Marocco (in arabo الجامعة الملكية المغربية لكرة القدم‎?, Al-Jāmiʿa al-Malakiyya al-Maghribiyya li-Kurat al-Qadam) è la rappresentativa calcistica del Marocco ed è posta sotto l'egida della Federazione calcistica del Marocco.
La squadra, i cui giocatori sono soprannominati "Leoni dell'Atlante", ha ottenuto come miglior risultato ai mondiali il quarto posto in occasione del campionato del mondo 2022 (diventando, tra l'altro, la prima nazionale africana e araba a raggiungere un piazzamento così alto nella massima rassegna iridata, e la terza squadra al di fuori di Europa e Sudamerica ad entrare tra le prime quattro di essa). Ha vinto, inoltre, una Coppa d'Africa (nel 1976), una Coppa araba (nel 2012) e due campionati delle nazioni africane (nel 2018 e nel 2020).
Nel ranking FIFA il miglior piazzamento mai raggiunto dal Marocco è il 10º posto dell'aprile 1998, il peggiore il 95° del settembre 2010. Attualmente occupa il 12º posto in graduatoria.

## Storia
La vicinanza geografica dello stato a Portogallo e Spagna e la sua affinità alla cultura ispanica hanno trovato riscontro in ambito calcistico, con la presenza di talenti marocchini nei campionati spagnolo e portoghese.

### Periodo pre-indipendenza
La selezione del Marocco fu creata nel 1928 e disputò la sua prima partita il 22 dicembre di quell'anno contro la squadra B della Francia, da cui fu sconfitta per 2-1. Questa compagine, formata dai migliori calciatori della LMFA o Lega calcistica del Marocco (coloni o indigeni), era attiva in partite amichevoli contro altre selezioni nordafricane quali quelle della Lega calcistica d'Algeria, della Lega calcistica d'Oran, della Lega calcistica della Costantinia e della Lega calcistica della Tunisia. Tali associazioni di club di coloni e calciatori del luogo, oltre a prevedere un proprio campionato, si scontravano infatti tra di loro in un torneo che il Marocco vinse più volte, come nel 1948-1949.
La LMFA affrontò anche qualche squadra di club come la NK Lokomotiva Zagreb nel gennaio 1950, oltre che la Francia A e la Francia B. Contro la Francia A la LMFA fece sensazione pareggiando per 1-1 a Casablanca nel 1941.
Il 9 settembre 1954 un terremoto colpì la regione algerina di Orléansville (oggi Chlef) e causò la distruzione della città e la morte di oltre 1400 persone. Il 7 ottobre 1954 la federcalcio francese e gli abitanti del Maghreb organizzarono una partita benefica per raccogliere fondi per i familiari delle vittime del catastrofico evento. Nel match una selezione di marocchini, algerini e tunisini sfidò la nazionale della Francia al Parco dei Principi di Parigi. Guidata dalla stella Larbi Ben Barek, la selezione maghrebina riuscì a vincere per 3-2, un mese prima degli attentati della Toussaint rouge compiuti nel novembre 1954 dal Fronte di Liberazione Nazionale algerino che segnarono l'inizio della guerra d'Algeria.

### Gli esordi del Marocco (1955-1963)

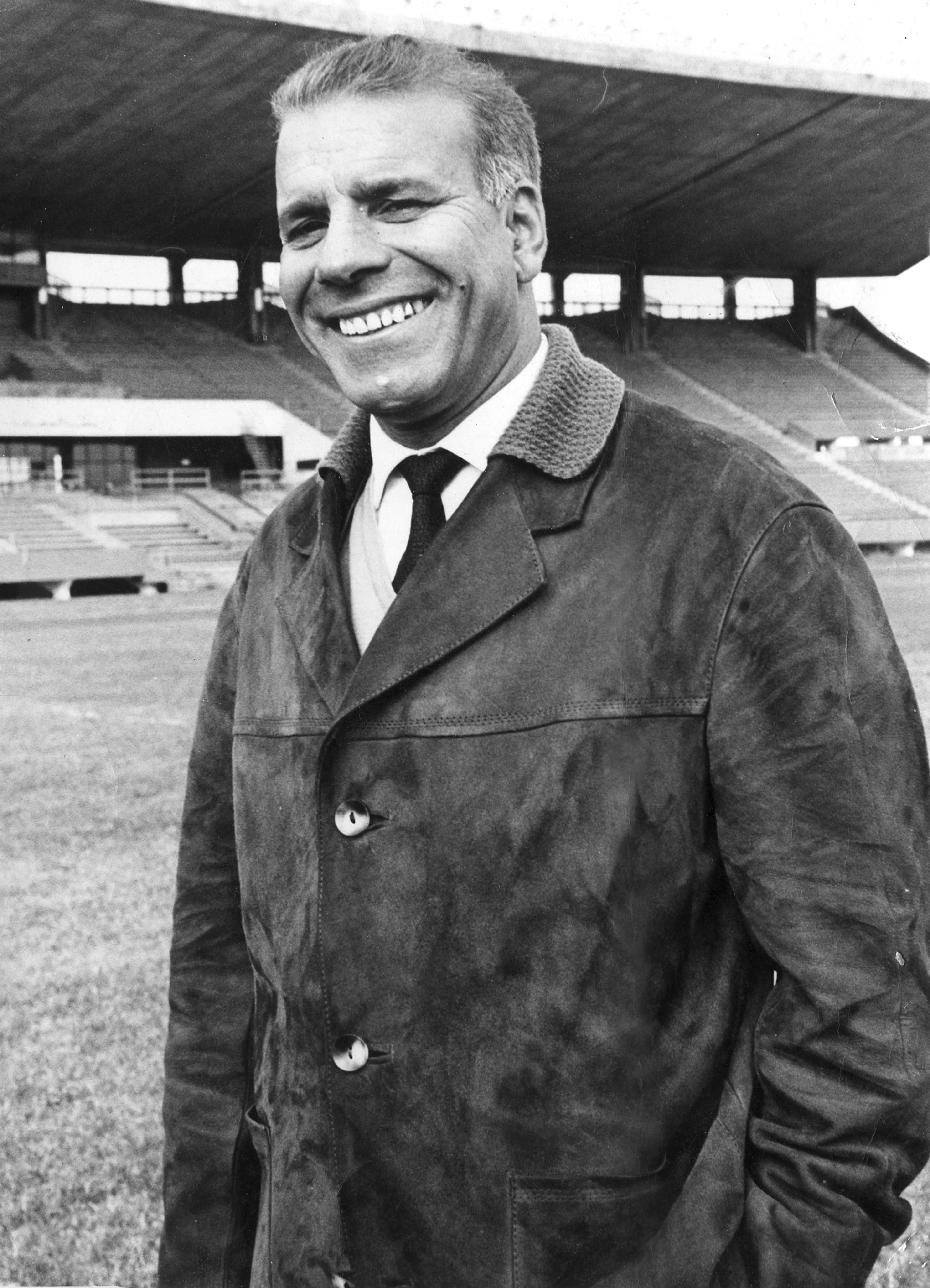
Mohamed Massoun, CT del Marocco dal 1961 al 1967

Nel 1955 fu costituita la Fédération royale marocaine de football, al termine del protettorato francese del Marocco, che durava dal 1912.
Il 19 ottobre 1957, ai Giochi panarabi in Libano, il Marocco debuttò come nazionale di un paese indipendente contro l'Iraq, alla Città dello sport Camille-Chamoun, e pareggiò per 3-3. Nel torneo la squadra marocchina ottenne la prima vittoria della sua storia contro la Libia, con il risultato di 5-1, per poi battere per 3-1 la Tunisia e ottenere l'accesso alla semifinale. Il Marocco terminò al primo posto il gruppo 1 della competizione, nella quale il percorso della formazione nordafricana terminò proprio in semifinale, contro la Siria, il 26 ottobre 1957: malgrado il pareggio per 1-1, furono i siriani a superare il turno e a qualificarsi per la finale.
Dal 1957 al 1958 il Marocco disputò numerosi incontri amichevoli contro la squadra del Fronte di Liberazione Nazionale, la rappresentativa dell'Algeria prima dell'indipendenza del 1958. Nel 1959 prese parte per la prima volta ad una competizione internazionale, le eliminatorie delle Olimpiadi di Roma 1960. Si piazzò secondo in un girone di tre squadre, alle spalle della Tunisia, ma solo per una differenza reti sfavorevole. Nel medesimo anno la federazione calcistica del Marocco si affiliò alla FIFA.
Nel 1960 il Marocco esordì nelle eliminatorie della Coppa del mondo, in vista di Cile 1962. Inserito nel gruppo 2 delle qualificazioni africane, se la vide di nuovo contro la Tunisia. Dopo due partite finite con una vittoria per parte (2-1 per i marocchini e 2-1 per i tunisini), il 22 gennaio 1961 si giocò a Palermo una partita di spareggio, che terminò in parità (1-1). Si procedette con il lancio della monetina e la sorte arrise ai marocchini, che vinsero il sorteggio e proseguirono il cammino di qualificazione al mondiale. Sconfitto il Ghana, i calciatori del Marocco si guadagnarono l'accesso all'ultimo turno di qualificazione, contro la Spagna, che eliminò il Marocco con due vittorie (1-0 e 3-2).
Nel 1961 il Marocco affrontò per la prima volta due nazionali europee, la Jugoslavia e la Germania Ovest, e disputò i Giochi panarabi di Casablanca, partecipando al girone di sei squadre e vincendolo. Il 6 settembre 1961 ottenne contro l'Arabia Saudita la vittoria più larga della propria storia (13-1). Colse anche due vittorie contro una squadra europea, evento senza precedenti, battendo la Germania Est per 2-1 e 2-0.
Nel 1963 la squadra marocchina sfiorò la qualificazione alla Coppa d'Africa. Nello spareggio decisivo contro la Tunisia fu sconfitto per 4-1 a Tunisi e vinse per 4-2 in casa: fu dunque eliminato. Ai Giochi del Mediterraneo di Napoli 1963 si piazzò quarta dopo una sconfitta per 2-1 nella finale per il terzo posto contro la squadra riserve della Spagna.

### Prime apparizioni nelle competizioni internazionali (1963-1976)
Il Marocco partecipò per la prima volta alla fase finale di una competizione internazionale alle Olimpiadi di Tokyo 1964. Ottenuta la qualificazione sotto la guida del selezionatore Mohamed Massoun, i marocchini furono inseriti in un girone di tre squadre a causa della rinuncia della Corea del Nord e fecero registrare due sconfitte consecutive, contro l'Ungheria (6-0, peggiore sconfitta di sempre del Marocco) e Jugoslavia (3-1, malgrado l'iniziale vantaggio, siglato al secondo minuto di gioco da Ali Bouachra).
Nel 1966 la federcalcio marocchina si affiliò alla Confédération Africaine de Football e poté così partecipare alla competizioni organizzate dalla CAF.
Ai Giochi del Mediterraneo di Tunisi 1967 i marocchini furono eliminati al primo turno, piazzandosi quarti nel girone con Italia, Francia e Algeria.
Qualificatosi per le Olimpiadi del 1968, il Marocco si rifiutò di giocare contro Israele. Al suo posto fu ripescato il Ghana.
Nel biennio 1968-1969 la squadra fu impegnata nelle qualificazioni al mondiale messicano del 1970. Il suo esordio fu positivo: eliminò il Senegal (1-0) e la Tunisia dopo il sorteggio, resosi all'epoca necessario dopo tre pareggi (di cui l'ultimo a Marsiglia, per 2-2). Nel girone finale delle eliminatorie, contro Sudan e Nigeria, il Marocco ottenne cinque punti, piazzandosi davanti alla Nigeria e qualificandosi per la prima volta per la fase finale di un mondiale. Poco dopo il Marocco perse contro l'Algeria lo spareggio decisivo per accedere alla fase finale della Coppa d'Africa 1970.
Il Marocco divenne così la prima nazionale africana a qualificarsi per un mondiale dopo aver disputato un torneo eliminatorio (a Italia 1934 l'Egitto fu la prima nazionale africana a prendere parte alla Coppa del mondo, ma senza aver prima disputato le qualificazioni). La squadra marocchina, allenata dallo jugoslavo Blagoje Vidinić, era composta esclusivamente da calciatori militanti nel campionato marocchino, tra cui Driss Bamous e Ahmed Faras.
Il 3 giugno 1970, contro la Germania Ovest di fronte a 12.942 spettatori, il Marocco aprì sorprendentemente le marcature con un gol al ventunesimo di gioco di Houmane Jarir. Nel secondo tempo, però, i tedeschi occidentali segnarono con Uwe Seeler e Gerd Müller e vinsero per 2-1. I Leoni dell'Atlante se la videro poi con il Perù di fronte a 13.537 spettatori. Stavolta i marocchini non andarono a segno e, dopo aver retto per un'ora di gioco, subirono tre gol in dieci minuti per il 3-0 finale. L'11 giugno 1970 contro la Bulgaria i già eliminati marocchini pareggiarono per 1-1 in rimonta con gol al sessantesimo di gioco di Maouhoub Ghazouani. Fu il primo punto ottenuto da una nazionale africana ai mondiali.
Nelle eliminatorie della Coppa d'Africa 1972 i Leoni dell'Atlante estromisero l'Algeria, poi affrontarono l'Egitto: battendolo per 3-0 all'andata e subendo una sconfitta per 3-2 al ritorno si qualificarono per la prima volta per la fase finale del torneo continentale. Nel girone ottennero tre pareggi per 1-1 contro Congo-Brazzaville, Sudan e Zaire e furono eliminati al primo turno. Tutti e tre i gol marocchini portarono la firma di Ahmed Faras.
Qualificatosi per le Olimpiadi del 1972 con due vittorie e due pareggi, il Marocco debuttò nel gruppo A con un pareggio a reti bianche contro gli Stati Uniti, poi perse per 3-0 contro la Germania Ovest e sconfisse la Malaysia per 6-0 con una tripletta di Ahmed Faras, qualificandosi così per il secondo turno. A causa delle sconfitte contro Unione Sovietica (3-0), Danimarca (3-1) e Polonia (5-0) fu poi eliminato.
Nelle eliminatorie del campionato del mondo 1974 superò tre turni di qualificazione CAF, accedendo al girone finale con Zambia e Zaire. Battuti malamente in casa per 4-0 dallo Zaire, che vinse poi due sfide di fila contro lo Zambia, i marocchini si recarono in Zaire per la partita di ritorno e persero anche lì per 3-0, subendo tre gol nel secondo tempo, dopo l'uscita dal campo di Faras per infortunio. Il Marocco presentò ricorso, tentando di far giocare nuovamente il match, e non si presentò alla sfida conclusiva contro lo Zambia. In segno di protesta contro la FIFA decise anche di non prendere parte alla Coppa d'Africa 1974.
Nel 1974 il Marocco giocò solo due partite, ambedue contro l'Algeria, ottenendo una vittoria per 2-0 e un pareggio per 0-0. Dopo il 1974 il Marocco riprese a disputare regolarmente le competizioni della FIFA e della CAF. Riuscì a ottenere la qualificazione alla Coppa d'Africa 1976 eliminando all'ultimo turno il Ghana, ma fallì la qualificazione alle Olimpiadi del 1976, eliminato dalla Nigeria.

### Tra successi e sconfitte (1976-1986)
Il Marocco allenato dal CT rumeno Virgil Mărdărescu e capitanato da Ahmed Faras salì sul trono continentale terminando al primo posto il girone finale della Coppa d'Africa 1976, alla sua seconda partecipazione alla fase finale della competizione.
La fase finale, in Etiopia, prevedeva una novità: le prime due classificate di ciascuno dei due gironi da quattro squadre si sarebbero incontrate in un girone finale da quattro squadre, contendendosi il titolo di Campione d'Africa. Sparirono, dunque, i turni a eliminazione diretta, sostituiti da un mini-campionato. Il 29 febbraio 1976 il torneo prese il via con le prime partite del gruppo A, ma il Marocco, inserito nel gruppo B, esordì il 1º marzo 1976. Inserita in un girone con Sudan, Zaire e Nigeria, la squadra di Mărdărescu pareggiò per 2-2 contro il Sudan (gol marocchini di Mustapha Fetoui al 5° e Ahmed Abouali al 58º minuto), poi, grazie ad un gol di Abdelâali Zahraoui all'ottantesimo minuto di gioco, batté lo Zaire. Nell'ultima partita vinse in rimonta per 3-1 contro la Nigeria (gol nigeriano al 5° su calcio di rigore e tris marocchino con Ahmed Faras all'8°, Abdallah Tazi al 19° e Larbi Chebbak all'81°), ottenendo così il primo posto nel girone e qualificandosi per il girone finale insieme ai nigeriani, secondi in classifica nel gruppo B. Il girone finale mise dapprima di fronte Marocco ed Egitto. I marocchini, in vantaggio con Faras, subirono il pareggio, ma si riportarono in vantaggio a due minuti dalla fine del match ancora con Zahraoui e vinsero per 2-1. Si concluse con un successo la successiva partita contro i nigeriani, grazie a due gol di Ahmed Faras e Redouane Guezzar segnati negli ultimi otto minuti di gioco per ribaltare il provvisorio vantaggio avversario (2-1). Il match conclusivo, contro la Guinea, avrebbe deciso la squadra Campione d'Africa. Il 14 marzo 1976, ad Addis Abeba, i guineani, obbligati alla vittoria, si portarono in vantaggio nel primo tempo, ma a quattro minuti dalla fine dell'incontro Ahmed Makrouh segnò il gol del definitivo pareggio (1-1), che diede al Marocco la prima coppa della sua storia.
Il Marocco fallì poi la qualificazione al campionato del mondo 1974, al campionato del mondo 1978 e al campionato del mondo 1982. Alla Coppa d'Africa 1978 fu eliminato al primo turno, mentre alla Coppa d'Africa 1980 ottenne il terzo posto, battendo nella finale di consolazione l'Egitto per 2-0. Vinse poi i Giochi del Mediterraneo del 1983, disputati in casa, grazie al successo per 3-0 in finale contro la Turchia U-21.
Non si qualificò né alla Coppa d'Africa 1982 né a quella del 1984. Alla Coppa d'Africa 1986 si piazzò quarto, battuto per 3-2 nella finale di consolazione dalla Costa d'Avorio (gol marocchini di Ghiati e Sahil).

### Generazione d'oro (1986-2000)
La successiva partecipazione alla Coppa del mondo avvenne sempre in Messico, nell'edizione 1986. Il Marocco, allenato dal CT brasiliano José Faria, aveva a disposizione una squadra valida, con Aziz Bouderbala, Boushaba Hmida, Merry Krimau e Mohamed Timoumi punti di forza.
Nella fase a gironi, il Marocco vinse a sorpresa un girone in cui erano inserite Portogallo, Inghilterra e Polonia, grazie a due pareggi a reti bianche contro inglesi e polacchi e a una vittoria per 3-1 contro i portoghesi (doppietta di Abderrazak Khairi e gol di Abdelkrim Merry Krimau). Contro la Germania Ovest, agli ottavi di finale, arrivò un'eliminazione comunque onorevole, causata da un gol di Lothar Matthäus segnato ad un minuto dalla fine dei tempi regolamentari. Il Marocco divenne la prima nazionale africana e araba ad aver superato il primo turno di finale in un mondiale.
Due anni dopo la squadra marocchina si presentò alla Coppa d'Africa 1988 da paese ospitante e con grandi aspettative. Dopo aver vinto il girone di prima fase, fu eliminata in semifinale dal Camerun e concluse al quarto posto dopo aver perso anche la finale di consolazione contro l'Algeria (1-1 dopo i tempi supplementari e 4-3 dopo i tiri di rigore).
La mancata qualificazione al campionato del mondo 1990 aprì un periodo di crisi. Nella Coppa d'Africa 1992 la squadra fu eliminata al primo turno. Non partecipò, poi, né alla Coppa d'Africa 1994 né alla Coppa d'Africa 1996.
Sul finire del millennio la squadra nordafricana prese parte a due edizioni consecutive dei mondiali: negli Stati Uniti nel 1994 e in Francia nel 1998. In entrambe le occasioni fu eliminata al primo turno, sebbene nel secondo caso sfiorò la qualificazione. Nel 1994 uscì dopo tre sconfitte contro Belgio (1-0), Arabia Saudita (2-1, gol marocchino di Mohammed Chaouch) e Paesi Bassi (2-1, gol marocchino di Hassan Nader), mentre nel 1998 uscì in modo beffardo. Pareggiata per 2-2 la prima partita contro la Norvegia (gol della stella Mustapha Hadji e di Abdeljalil Hadda) e persa per 3-0 la seconda contro il Brasile, il Marocco allenato dal CT francese Henri Michel sconfisse nettamente (3-0) la Scozia (gol di Abdeljalil Hadda e doppietta di Salaheddine Bassir) a Saint-Étienne, ma quando ormai la qualificazione pareva raggiunta fu superato in classifica dalla Norvegia, impostasi incredibilmente sul Brasile (2-1) segnando il gol decisivo negli ultimi minuti di gioco, grazie ad un calcio di rigore molto discusso.
Alla Coppa d'Africa 1998, in Burkina Faso, dopo aver vinto il proprio girone, il Marocco fu sconfitto ed eliminato dal Sudafrica (2-1) ai quarti di finale. Ottenne poi il quarto posto ai Giochi della Francofonia del 2001, mentre non riuscì a ottenere la qualificazione al campionato del mondo 2002.

### Anni difficili (2006-2016)

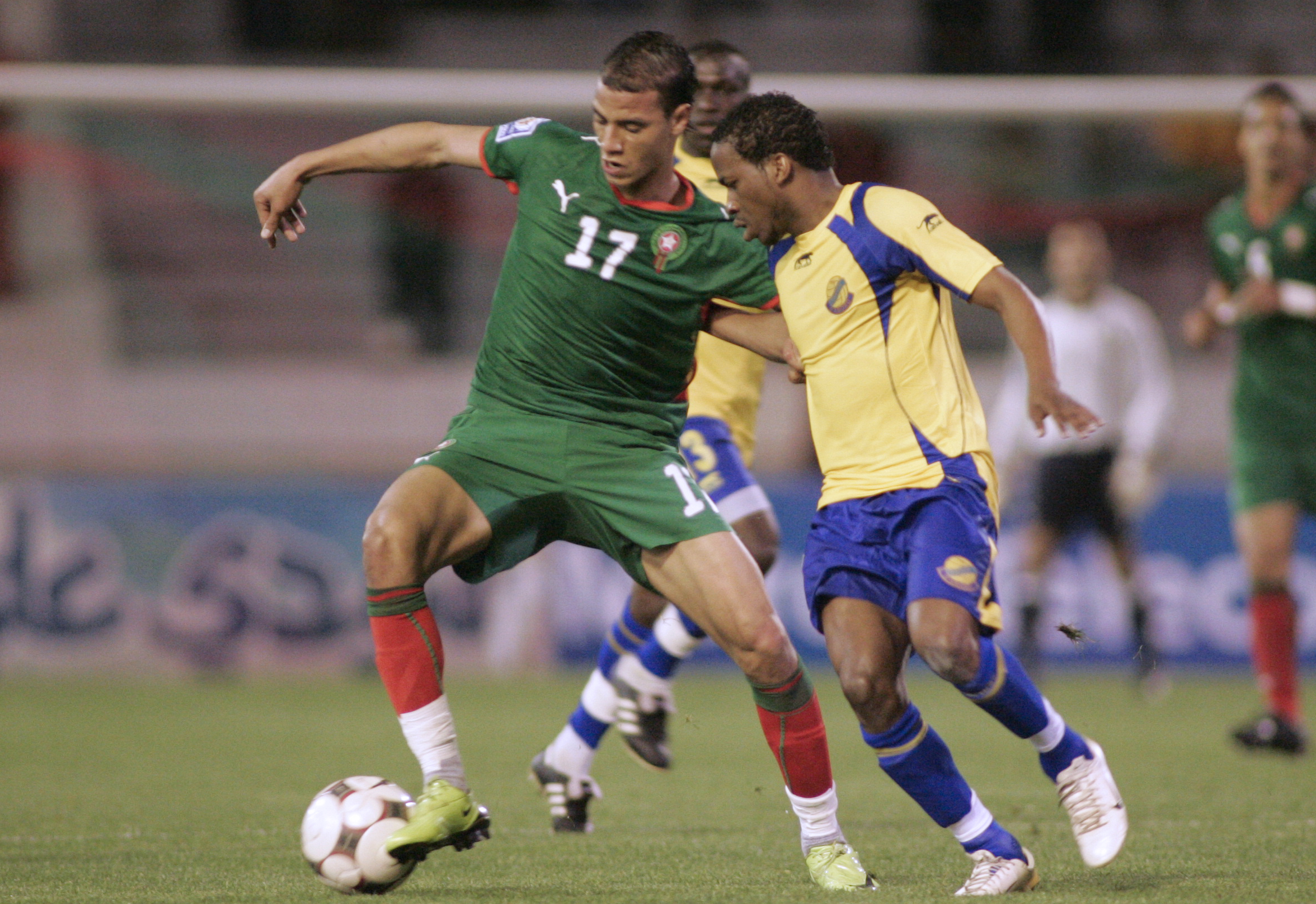
Il marocchino Marouane Chamakh impegnato in Marocco- (1-2) del marzo 2009, partita valida per le qualificazioni a e alla.

Il 16 novembre 2007 il Marocco esordì allo Stade de France affrontando per la quinta volta la Francia, che fermò sul pari (2-2) in amichevole. Qualificatasi alla Coppa d'Africa 2008, fu inserito nel girone del Ghana padrone di casa, della Guinea e della Namibia. Battuta per 5-1 la Namibia all'esordio con tripletta di Soufiane Alloudi, a causa di un infortunio la squadra dovette rinunciare a quest'ultimo nelle successive due partite, che si conclusero con altrettante sconfitte (3-2 contro i guineani e 2-0 contro i ghanesi).

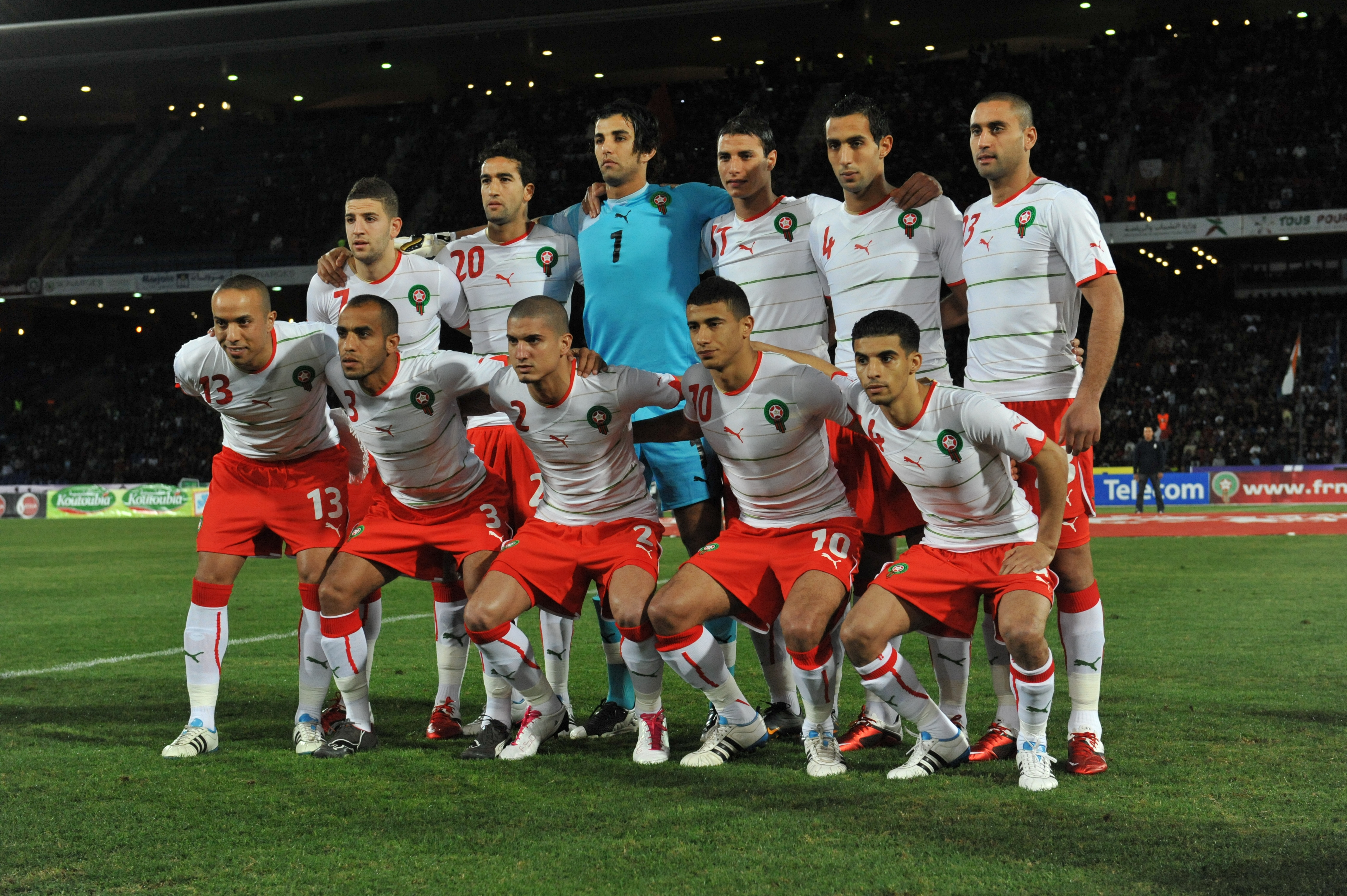
Il Marocco sceso in campo contro il in amichevole nel febbraio 2011.

La delusione subita in Ghana non trovò riscatto nelle qualificazioni al campionato del mondo 2010, in programma in Sudafrica. Sotto la guida del CT francese Roger Lemerre, insediatosi il 13 maggio 2008, la formazione nordafricana ottenne quattro vittorie e un pari nelle prime cinque partite delle eliminatorie, ma la sconfitta casalinga subita contro il Gabon (1-2) il 28 marzo 2009 provocò le dimissioni del presidente federale Hosni Benslimane, in carica dal 1995: lo sostituì Ali Fassi Fihri. I successivi pareggi contro Camerun in trasferta e Togo (privo della stella Emmanuel Adebayor) in casa causarono, il 7 luglio, l'esonero di Lemerre, rimpiazzato da Hassan Moumen, che debuttò con un pari in casa del Togo e poi patì due altre sconfitte, per 3-1 in casa del Gabon e per 0-2 a Fès contro il Camerun, concludendo così il girone all'ultimo posto. Dato che le eliminatorie valevano anche per la Coppa d'Africa 2010, a causa dell'ultimo posto i marocchini mancarono l'accesso anche a questa manifestazione.
L'8 giugno 2010 fu ingaggiato il CT belga Eric Gerets, che qualificò la squadra alla Coppa d'Africa 2012 battendo per 3-1 la Tanzania nell'ultimo e decisivo match delle eliminatorie, dopo aver ottenuto 3 vittorie, 2 pareggi e una sconfitta in 6 partite (in questo girone l'Algeria, vittoriosa per 1-0 all'andata ad Annaba, fu poi sconfitta per 4-0 dai marocchini a Marrakech nella sfida di ritorno). In Gabon e Guinea Equatoriale, battuti per 2-1 all'esordio dalla Tunisia, i marocchini persero anche contro il Gabon padrone di casa (3-2) e a nulla valse la vittoria nell'ultimo incontro con il Niger (1-0): furono eliminati al primo turno.
Nella Coppa araba 2012 la squadra marocchina, composta esclusivamente da calciatori militanti nel locale campionato, ottenne il primo posto nel girone B davanti alla Libia, poi batté per 2-1 l'Iraq in semifinale e ritrovò in finale la Libia, che il 7 luglio, allo stadio Principe Abd Allāh bin Fayṣal di Gedda, fu sconfitta per 3-1 ai tiri di rigore dopo l'1-1 dei tempi supplementari.

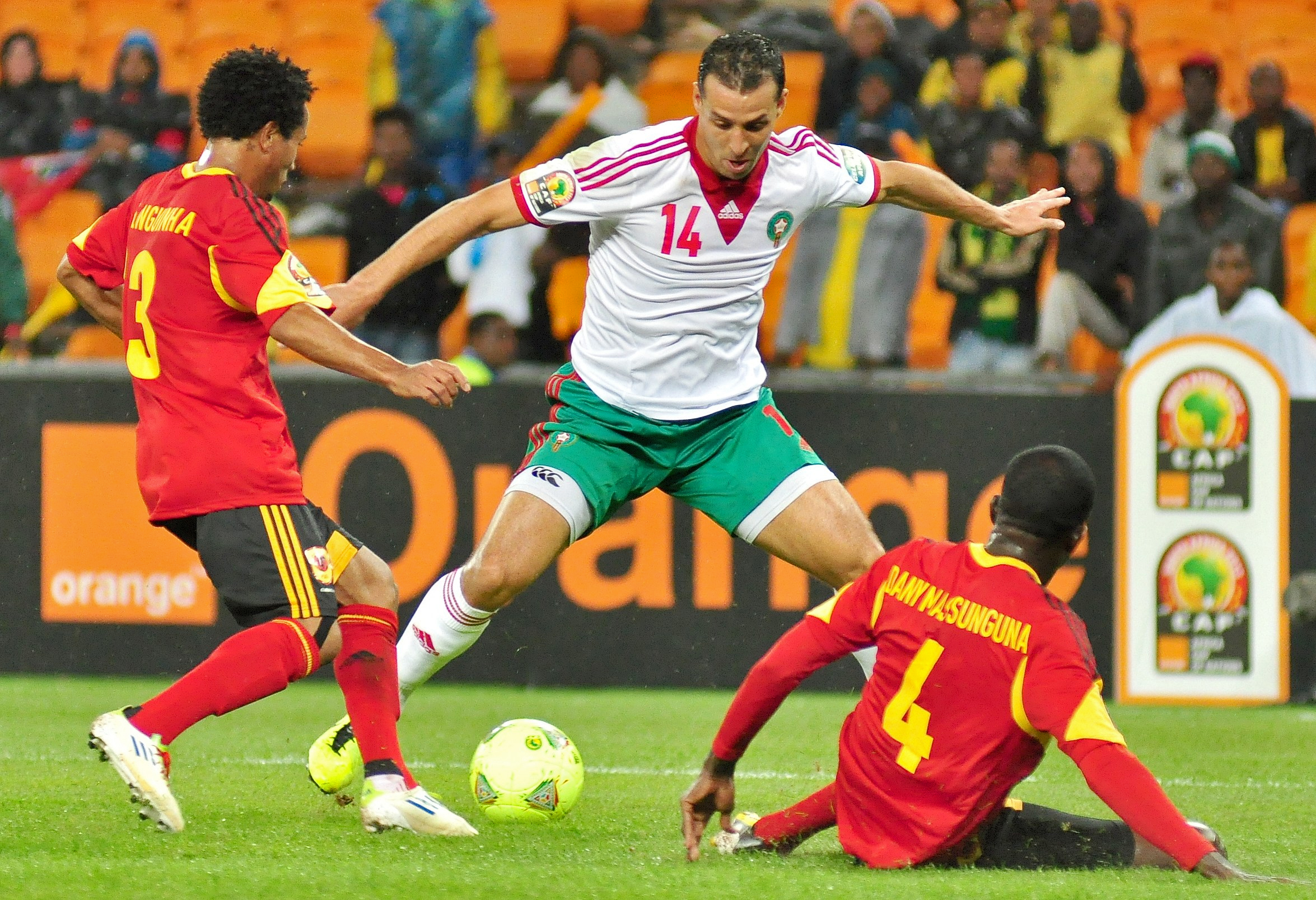
Mounir El Hamdaoui (al centro) contro due difensori dell' nella.

Sulla panchina del Marocco arrivò dunque Rachid Taoussi, che volle fondare la squadra su un nucleo di calciatori militanti nel campionato marocchino e qualche calciatore militante all'estero. Oussama Assaidi, Nordin Amrabat e Mbark Boussoufa furono tra le "vittime illustri" delle convocazioni del nuovo CT, che delle stelle mantenne solo Mounir El Hamdaoui, militante in Serie A con la maglia della Fiorentina. Ottenuto l'accesso alla fase finale della Coppa d'Africa 2013 dopo aver superato il Mozambico (sconfitto per 4-0 in terra marocchina dopo il 2-0 subito in trasferta), la squadra fu eliminata già al primo turno, dopo i pareggi contro Angola (0-0), Capo Verde e il Sudafrica padrone di casa (2-2). Taoussi fu sollevato dall'incaricoe il Marocco rimase per svariati mesi senza CT, ruolo occupato ad interim da Hassan Benabicha.
Nel maggio 2014 fu richiamato l'ex CT Badou Zaki, che puntò sul reintegro dei talenti marocchini militanti nei campionati europei per ricostruire la nazionale. Un ruolo chiave fu affidato a giocatori esperti quali Medhi Benatia, Karim El Ahmadi e Nordin Amrabat. Zaki fu inoltre tra gli artefici dell'ascesa in nazionale di Hakim Ziyech e volle in squadra il portiere Munir Mohand Mohamedi. In vista della Coppa d'Africa 2015, in programma proprio in Marocco, il CT affrontò in amichevole l'Uruguay, da cui fu sconfitto per 1-0.
A causa dell'epidemia di ebola diffusasi nei paesi dell'Africa subsahariana, la federcalcio marocchina decise di annullare la Coppa d'Africa al fine di preservare la salute della popolazione marocchina da possibili contagi da tifosi provenienti dal resto del continente africano. Il presidente della CAF decise di penalizzare il Marocco, escludendolo dalla competizione, per la quale fu disposta la disputa in Guinea Equatoriale.

### Risalita e quarto posto al mondiale qatariota (2016-oggi)
Nel febbraio 2016 fu Hervé Renard a prendere le redini della nazionale marocchina. Egli si affidò a giovani militanti nei campionati europei e in Botola 1 Pro. Grazie ad una rosa affiatata e dotata di talento, guidata da Hakim Ziyech, Sofiane Boufal e Achraf Hakimi, il Marocco si qualificò facilmente alla Coppa d'Africa 2017. Nella fase finale del torneo, fu sconfitto all'esordio dalla RD del Congo per il risultato di uno a zero, poi vinse per 3-1 in rimonta contro il Togo, presentandosi all'ultimo match contro la Costa d'Avorio con molti infortunati e i giovani Youssef En-Nesyri e Hamza Mendyl titolari. Grazie ad un gol segnato da Rachid Alioui nella ripresa, i leoni dell'Atlante ottennero la qualificazione ai quarti di finale, dove furono battuti per 1-0 dall'Egitto malgrado un match per larghi tratti dominato.
L'11 novembre 2017, sconfiggendo per 2-0 la Costa d'Avorio ad Abidjan (reti di Nabil Dirar e Medhi Benatia), la squadra pose fine ad un digiuno ventennale, ottenendo nuovamente la qualificazione alla fase finale di un mondiale, quello di Russia 2018, dopo aver chiuso il girone al primo posto, senza gol subiti.
Nel febbraio 2018 la nazionale ottenne la vittoria al campionato delle nazioni africane, torneo riservato alle nazionali africane con rose composte solo da calciatori che militano nel rispettivo campionato nazionale.
In Russia, al campionato del mondo, il Marocco uscì al primo turno, dopo due sconfitte per 0-1 contro Iran e Portogallo; nell'ultimo match contro la Spagna si portò in vantaggio per 2-1 e riuscì a ottenere un pari (2-2).
La squadra si presentò ai nastri di partenza della Coppa d'Africa 2019 con grandi aspettative, in virtù del primo posto ottenuto nel girone di qualificazione a pari punti con il Camerun e delle buone prestazioni mostrate al campionato mondiale del 2018. Nella prima fase del torneo raccolse tre vittorie contro Namibia, Costa d'Avorio, e Sudafrica, tutte per 1-0, ma agli ottavi di finale fu eliminata a sorpresa dal Benin, che vinse per 4-1 ai tiri di rigore dopo l'1-1 dei 90 minuti.
Passata nelle mani del CT Vahid Halilhodžić, nel febbraio 2021 la nazionale marocchina vinse nuovamente il campionato delle nazioni africane, torneo in cui competono le selezioni calcistiche formate solo da giocatori militanti nel rispettivo campionato nazionali. Nella Coppa d'Africa 2021, disputata nel gennaio 2022, il Marocco superò la prima fase battendo Ghana (1-0) e Comore (2-0) e pareggiando contro il Gabon (2-2), poi eliminò il Malawi (2-1) agli ottavi di finale, prima di cadere ai quarti contro l'Egitto (2-1 dopo i tempi supplementari).
La squadra si qualificò al campionato del mondo 2022 vincendo il proprio girone eliminatorio con 6 successi in altrettante partite e un solo gol subito, superando ai spareggi la RD del Congo (1-1 in trasferta e 4-1 in casa). In Qatar la formazione marocchina, guidata dal commissario tecnico Walid Regragui e dalle stelle Hakim Ziyech, Achraf Hakimi e Youssef En-Nesyri, fu protagonista di un successo inatteso, in quanto superò il girone da prima in classifica, avendo ottenuto due vittorie contro il Belgio (2-0) e contro il Canada (2-1) dopo l'iniziale pari (0-0) contro la Croazia. Sconfiggendo la Spagna per 3-0 ai tiri di rigore (0-0 dopo i tempi supplementari) agli ottavi, approdò per la prima volta ai quarti di finale del torneo, poi, battendo il Portogallo per 1-0 ai quarti, divenne la prima squadra africana a raggiungere le semifinali del campionato mondiale. Sconfitta dalla Francia (0-2), la compagine marocchina chiuse al quarto posto, battuta dalla Croazia (1-2) nella finale di consolazione; l'ottimo risultato al mondiale consentì alla nazionale di salire all'undicesimo posto della classifica mondiale della FIFA, raggiungendo vette che nella graduatoria non toccava dal 1998 (decimo posto).
L'exploit al mondiale qatariota non trovò conferma nella Coppa d'Africa 2023, giocatasi nel gennaio dell'anno successivo in Costa d'Avorio, dove il Marocco superò agevolmente il gruppo F, battendo Tanzania e Zambia e pareggiando con la RD del Congo, ma agli ottavi fu sconfitto a sorpresa dal Sudafrica per 2-0.

## Rivalità
Le storiche rivalità della squadra sono legate ad avversarie maghrebine e nordafricane: Algeria, Tunisia ed Egitto.

## Impianti e strutture
Solitamente la nazionale marocchina gioca le partite casalinghe allo stadio Mohamed V (Casablanca) e allo stadio Moulay Abdallah (Rabat). In qualche occasione usa lo stadio di Marrakech (Marrakech), lo stadio Adrar (Agadir), lo stadio di Fès e lo stadio di Tangeri.
| Casablanca       | Rabat                  | Marrakech           |
| ---------------- | ---------------------- | ------------------- |
| Stadio Mohamed V | Stadio Moulay Abdallah | Stadio di Marrakech |
| Capacità: 67 000 | Capacità: 52 000       | Capacità: 45 000    |
|                  |                        |                     |

| Tanger            | Agadir           | Fès              |
| ----------------- | ---------------- | ---------------- |
| Stadio di Tangeri | Stadio Adrar     | Stadio di Fès    |
| Capacità: 65 000  | Capacità: 45 000 | Capacità: 45 000 |
|                   |                  |                  |

## Colori e simboli

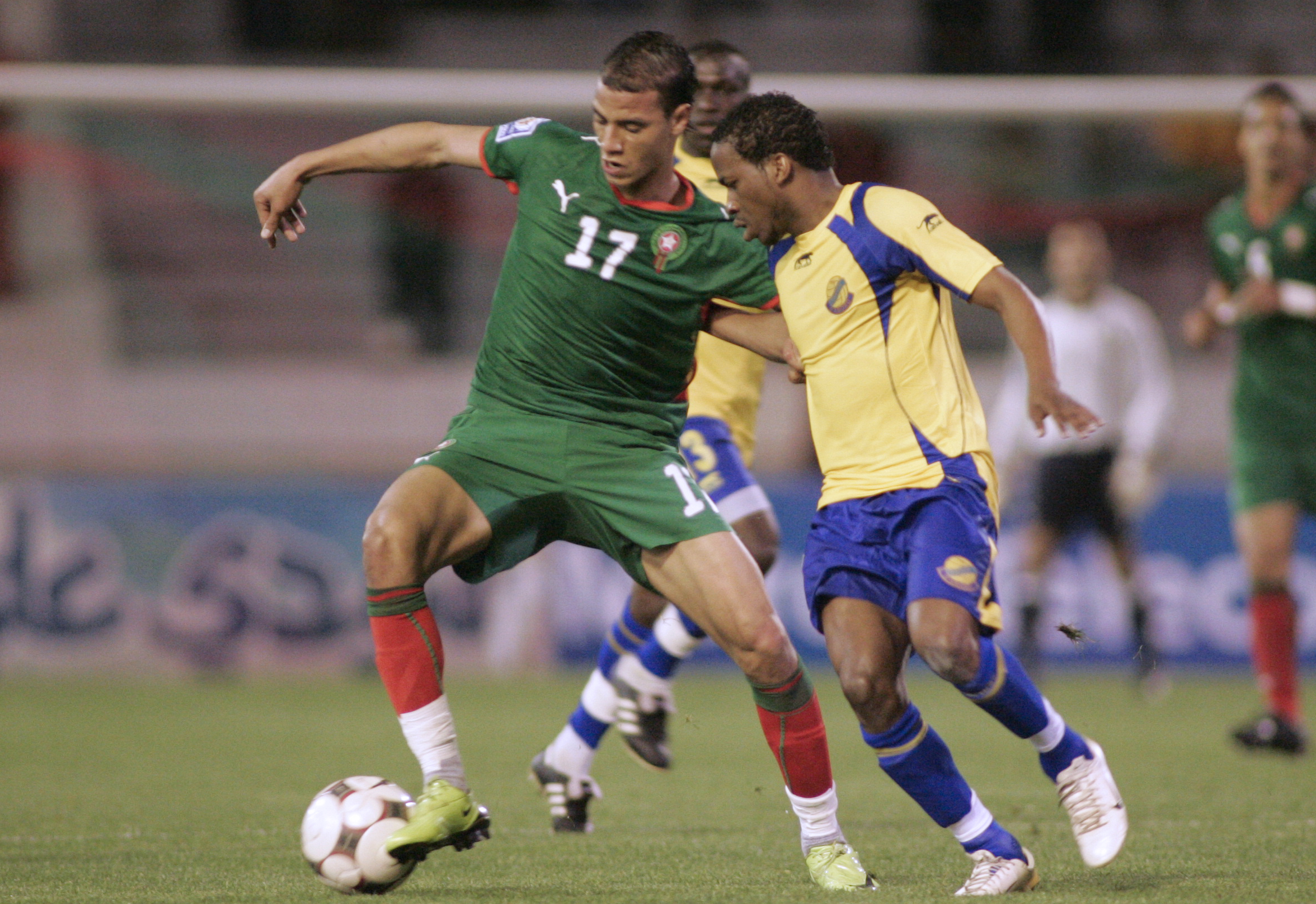
Marouane Chamakh e Stephane Nguema in Marocco- (1-2) del 28 marzo 2009

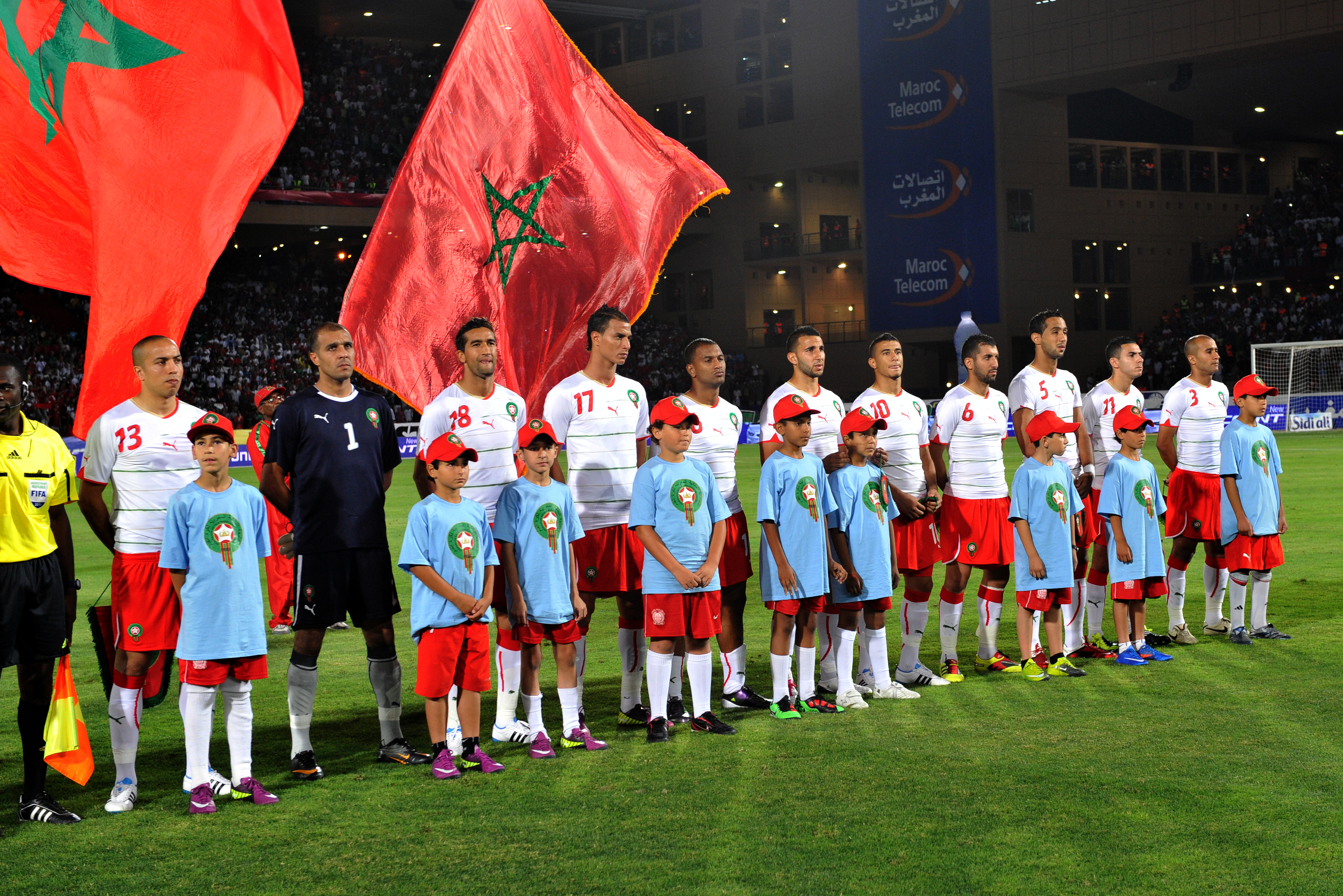
Formazione del Marocco scesa in campo contro l' il 4 giugno 2011

Lo stemma della squadra è lo stesso della Federazione calcistica del Marocco, ovvero una stella bianca con la corona dorata del monarca in un cerchio rosso contenuto a sua volta in uno più grande verde, accompagnato da linee alternate verdi e rosse. Lo stesso stemma contiene varie iscrizioni in nero col nome in acronimo ed esteso della federazione, sia in francese che arabo.
La prima divisa del Marocco è stata quasi sempre verde con inserti rossi, a volte con qualche rifinitura bianca. La seconda in passato ha ricalcato in pieno la bandiera marocchina, rossa con inserti verdi. Con l'attuale sponsor tecnico, adidas, la prima maglia è rossa con inserti bianchi mentre la seconda l'esatto contrario, bianca con inserti rossi.
Il Marocco, con i precedenti sponsor, disponeva di una terza divisa, solitamente bianca con inserti rossi e bordini verdi.
Il fornitore ufficiale tecnico della selezione è Puma.
Pur non figurando in nessun aspetto, un altro simbolo che rappresenta i marocchini nel calcio è il leone, dato che vengono spesso soprannominati Leoni dell'Atlante, dal nome dell'altipiano che caratterizza l'interno della nazione.

## Commissari tecnici
Dal 1957 si sono alternati sulla panchina della nazionale marocchina di calcio quarantatré commissari tecnici, alcuni dei quali hanno ricoperto il ruolo in più periodi. Gli allenatori rimasti in carica più a lungo sono Abderrahmane Mahjoub (1961-1967) e Mohamed Massoun (1964-1967 e 1971). I due hanno guidato insieme la nazionale dal 1964 al 1967. Fu, invece, Larbi Benbarek, ex calciatore di talento, il primo CT della nazionale marocchina dopo l'indipendenza del paese, nel 1957.
Il rumeno Virgil Mărdărescu è il solo allenatore del Marocco ad aver vinto la Coppa d'Africa, nel 1976. Il brasiliano José Faria, convertitosi all'Islam e noto come Mehdi Faria, fu il primo allenatore a condurre una nazionale africana oltre la fase a gironi del campionato mondiale di calcio, fermandosi agli ottavi di finale di Messico 1986.
Walid Regragui è stato il primo allenatore del Marocco a condurre la compagine nordafricana alle semifinali del campionato del mondo, a Qatar 2022.
- Larbi Ben Barek, Abdelkader Lohkmiri, Mohamed Kadmiri (1957–1961)
- Mohamed Massoun, Kader Firoud (1961–1964)
- Mohamed Massoun, Abderrahmane Mahjoub (1964–1967)
- Cluzeau,  Abdellah Settati (1968–1970)
- Blagoja Vidinić (1970–1971)
- Abderrahmane Mahjoub (1971)
- José Barinaga (1972)
- Abdallah El-Emmani (1972–1974)
- Virgil Mărdărescu (1974–1978)
- Cluzeau (1978–1979)
- Just Fontaine (1979–1981)
- Yabram Hamidouch (1981)
- José Faria "Mehdi" (1983–1988)
- Jaime Valente (1988–1989)
- Antonio Angelillo (1989–1990)
- Werner Olk (1990–1992)
- Abdelkhalek Louzani (1992)
- Abdellah Ajri Blinda (1993–1994)
- Mohammed Lamari (1994)
- Gilson Nunez (1995)
- Henri Michel (1995–2000)
- Henryk Kasperczak (2000)
- Mustapha Madih (2001)
- Humberto Coelho (2002)
- Badou Zaki (2002–2005)
- Philippe Troussier (2005)
- Mohamed Fakhir (2005–2007)
- Henri Michel (2007–2008)
- Fathi Jamal (2008)
- Roger Lemerre (2008–2009)
- Hassan Moumen (2009–2010)
- Eric Gerets (2010–2012)
- Rachid Taoussi (2012-2013)
- Hassan Benabicha (2013-2014)
- Badou Zaki (2014-2016)
- Hervé Renard (2016-2019)
- Vahid Halilhodžić (2019-2022)
- Walid Regragui (2022-oggi)

## Colori e simboli

### Divise storiche
| Mondiali 1970 | Mondiali 1970 | Mondiali 1970 | Mondiali 1970 |
| --- | --- | ------------- | ------------- |
| Casa | Trasferta |               |               |
| Manica sinistra · Manica sinistra · Maglietta · Maglietta · Manica destra · Manica destra · Pantaloncini · Calzettoni · Calzettoni | Manica sinistra · Manica sinistra · Maglietta · Maglietta · Manica destra · Manica destra · Pantaloncini · Calzettoni · Calzettoni |               |               |
| - | |               |               |

| Mondiali 1986 | Mondiali 1986 | Mondiali 1986 | Mondiali 1986 |
| --- | --- | ------------- | ------------- |
| Casa | Trasferta |               |               |
| Manica sinistra · Manica sinistra · Maglietta · Maglietta · Manica destra · Manica destra · Pantaloncini · Pantaloncini · Calzettoni · Calzettoni | Manica sinistra · Manica sinistra · Maglietta · Maglietta · Manica destra · Manica destra · Pantaloncini · Pantaloncini · Calzettoni · Calzettoni |               |               |
| Adidas | |               |               |

| Mondiali 1994 | Mondiali 1994 | Mondiali 1994 | Mondiali 1994 |
| --- | --- | ------------- | ------------- |
| Casa | Trasferta |               |               |
| Manica sinistra · Manica sinistra · Maglietta · Maglietta · Manica destra · Manica destra · Pantaloncini · Calzettoni | Manica sinistra · Manica sinistra · Maglietta · Maglietta · Manica destra · Manica destra · Pantaloncini · Calzettoni |               |               |
| Lotto | |               |               |

| Mondiali 1998 | Mondiali 1998 | Mondiali 1998 | Mondiali 1998 |
| --- | --- | ------------- | ------------- |
| Casa | Trasferta |               |               |
| Manica sinistra · Manica sinistra · Maglietta · Maglietta · Manica destra · Manica destra · Pantaloncini · Pantaloncini · Calzettoni | Manica sinistra · Manica sinistra · Maglietta · Maglietta · Manica destra · Manica destra · Pantaloncini · Pantaloncini · Calzettoni |               |               |
| Puma | |               |               |

| Coppa d'Africa 2004 | Coppa d'Africa 2004 | Coppa d'Africa 2004 | Coppa d'Africa 2004 |
| --- | --- | ------------------- | ------------------- |
| Casa | Trasferta |                     |                     |
| Manica sinistra · Manica sinistra · Maglietta · Maglietta · Manica destra · Manica destra · Pantaloncini · Pantaloncini · Calzettoni · Calzettoni | Manica sinistra · Manica sinistra · Maglietta · Maglietta · Manica destra · Manica destra · Pantaloncini · Pantaloncini · Calzettoni |                     |                     |
| Nike | |                     |                     |

| 2006 | 2006 | 2006 | 2006 |
| --- | --- | ---- | ---- |
| Casa | Trasferta |      |      |
| Manica sinistra · Manica sinistra · Maglietta · Maglietta · Manica destra · Manica destra · Pantaloncini · Pantaloncini · Calzettoni | Manica sinistra · Manica sinistra · Maglietta · Maglietta · Manica destra · Manica destra · Pantaloncini · Pantaloncini · Calzettoni |      |      |
| Nike | |      |      |

| 2007 | 2007 | 2007 | 2007 |
| --- | --- | ---- | ---- |
| Casa | Trasferta |      |      |
| Manica sinistra · Manica sinistra · Maglietta · Manica destra · Manica destra · Pantaloncini · Pantaloncini · Calzettoni · Calzettoni | Manica sinistra · Manica sinistra · Maglietta · Manica destra · Manica destra · Pantaloncini · Pantaloncini · Calzettoni · Calzettoni |      |      |
| Puma | |      |      |

| 2008 | 2008 | 2008 | 2008 |
| --- | --- | ---- | ---- |
| Casa | Trasferta |      |      |
| Manica sinistra · Manica sinistra · Maglietta · Maglietta · Manica destra · Manica destra · Pantaloncini · Pantaloncini · Calzettoni | Manica sinistra · Manica sinistra · Maglietta · Maglietta · Manica destra · Manica destra · Pantaloncini · Pantaloncini · Calzettoni |      |      |
| Puma | |      |      |

| 2010 | 2010 |
| --- | --- |
| Casa | Trasferta |
| Manica sinistra · Manica sinistra · Maglietta · Maglietta · Manica destra · Manica destra · Pantaloncini · Pantaloncini · Calzettoni · Calzettoni | Manica sinistra · Manica sinistra · Maglietta · Maglietta · Manica destra · Manica destra · Pantaloncini · Pantaloncini · Calzettoni · Calzettoni |
| Puma | |

| 2015 | 2015 | 2015 | 2015 |
| --- | --- | ---- | ---- |
| Casa | Trasferta |      |      |
| Manica sinistra · Manica sinistra · Maglietta · Maglietta · Manica destra · Manica destra · Pantaloncini · Pantaloncini · Calzettoni · Calzettoni | Manica sinistra · Manica sinistra · Maglietta · Maglietta · Manica destra · Manica destra · Pantaloncini · Pantaloncini · Calzettoni · Calzettoni |      |      |
| Adidas | |      |      |

| 2017 | 2017 | 2017 | 2017 |
| --- | --- | ---- | ---- |
| Casa | Trasferta |      |      |
| Manica sinistra · Manica sinistra · Maglietta · Maglietta · Manica destra · Manica destra · Pantaloncini · Pantaloncini · Calzettoni · Calzettoni | Manica sinistra · Manica sinistra · Maglietta · Maglietta · Manica destra · Manica destra · Pantaloncini · Pantaloncini · Calzettoni · Calzettoni |      |      |
| Adidas | |      |      |

| Mondiali 2018 | Mondiali 2018                                                                                                   | Mondiali 2018 | Mondiali 2018 |
| --- | --- | ------------- | ------------- |
| Casa | Trasferta |               |               |
| Manica sinistra · Manica sinistra · Maglietta · Maglietta · Manica destra · Manica destra · Pantaloncini · Pantaloncini · Calzettoni · Calzettoni | Manica sinistra · Maglietta · Maglietta · Manica destra · Pantaloncini · Pantaloncini · Calzettoni · Calzettoni |               |               |
| Adidas | |               |               |

| Coppa d'Africa 2019 | Coppa d'Africa 2019 | Coppa d'Africa 2019 | Coppa d'Africa 2019 |
| --- | --- | ------------------- | ------------------- |
| Casa | Trasferta |                     |                     |
| Manica sinistra · Manica sinistra · Maglietta · Maglietta · Manica destra · Manica destra · Pantaloncini · Pantaloncini · Calzettoni | Manica sinistra · Manica sinistra · Maglietta · Maglietta · Manica destra · Manica destra · Pantaloncini · Pantaloncini · Calzettoni |                     |                     |
| Puma | |                     |                     |

| Coppa d'Africa 2021 | Coppa d'Africa 2021 | Coppa d'Africa 2021 | Coppa d'Africa 2021 |
| --- | --- | ------------------- | ------------------- |
| Casa | Trasferta |                     |                     |
| Manica sinistra · Manica sinistra · Maglietta · Maglietta · Manica destra · Manica destra · Pantaloncini · Calzettoni · Calzettoni | Manica sinistra · Manica sinistra · Maglietta · Maglietta · Manica destra · Manica destra · Pantaloncini · Pantaloncini · Calzettoni · Calzettoni |                     |                     |
| Puma | |                     |                     |

| Mondiali 2022 | Mondiali 2022 | Mondiali 2022 | Mondiali 2022 |
| --- | --- | ------------- | ------------- |
| Casa | Trasferta |               |               |
| Manica sinistra · Manica sinistra · Maglietta · Maglietta · Manica destra · Manica destra · Pantaloncini · Pantaloncini · Calzettoni · Calzettoni | Manica sinistra · Manica sinistra · Maglietta · Maglietta · Manica destra · Manica destra · Pantaloncini · Pantaloncini · Calzettoni · Calzettoni |               |               |
| Puma | |               |               |

## Palmarès
- Coppa d'Africa: 1

Etiopia 1976
- Coppa araba FIFA: 1

Arabia Saudita 2012
- Campionato delle nazioni africane: 2

Marocco 2018, Camerun 2020

## Partecipazioni ai tornei internazionali
Legenda: Grassetto: Risultato migliore, Corsivo: Mancate partecipazioni

- 1963 - Non qualificato
- 1964 - Non qualificato
- 1966 - Non qualificato
- 1982 - Annullata
- 1985 - Non qualificato
- 1988 - Non qualificato
- 1992 - Non qualificato
- 1998 - Primo turno
- 2002 - Semifinali
- 2009 - Annullata
- 2012 - Campione
- 2021 - Quarti di finale

## Statistiche dettagliate sui tornei internazionali

### Mondiali
| Anno | Luogo                    | Piazzamento      | V | N | P | Gol |
| ---- | ------------------------ | ---------------- | - | - | - | --- |
| 1930 | Uruguay                  | Non iscritto     | - | - | - | -   |
| 1934 | Italia                   | Non iscritto     | - | - | - | -   |
| 1938 | Francia                  | Non iscritto     | - | - | - | -   |
| 1950 | Brasile                  | Non iscritto     | - | - | - | -   |
| 1954 | Svizzera                 | Non iscritto     | - | - | - | -   |
| 1958 | Svezia                   | Non iscritto     | - | - | - | -   |
| 1962 | Cile                     | Non qualificato  | - | - | - | -   |
| 1966 | Inghilterra              | Ritirato         | - | - | - | -   |
| 1970 | Messico                  | Primo turno      | 0 | 1 | 2 | 2:6 |
| 1974 | Germania                 | Non qualificato  | - | - | - | -   |
| 1978 | Argentina                | Non qualificato  | - | - | - | -   |
| 1982 | Spagna                   | Non qualificato  | - | - | - | -   |
| 1986 | Messico                  | Ottavi di finale | 1 | 2 | 1 | 3:2 |
| 1990 | Italia                   | Non qualificato  | - | - | - | -   |
| 1994 | Stati Uniti              | Primo turno      | 0 | 0 | 3 | 2:5 |
| 1998 | Francia                  | Primo turno      | 1 | 1 | 1 | 5:5 |
| 2002 | Giappone / Corea del Sud | Non qualificato  | - | - | - | -   |
| 2006 | Germania                 | Non qualificato  | - | - | - | -   |
| 2010 | Sudafrica                | Non qualificato  | - | - | - | -   |
| 2014 | Brasile                  | Non qualificato  | - | - | - | -   |
| 2018 | Russia                   | Primo turno      | 0 | 1 | 2 | 2:4 |
| 2022 | Qatar                    | Quarto posto     | 3 | 2 | 2 | 6:5 |

### Coppa d'Africa
| Anno | Luogo                      | Piazzamento      | V | N | P | Gol  |
| ---- | -------------------------- | ---------------- | - | - | - | ---- |
| 1957 | Sudan                      | Non partecipante | - | - | - | -    |
| 1959 | Rep. Araba Unita           | Non partecipante | - | - | - | -    |
| 1962 | Impero d'Etiopia           | Non qualificato  | - | - | - | -    |
| 1963 | Ghana                      | Non qualificato  | - | - | - | -    |
| 1965 | Tunisia                    | Non partecipante | - | - | - | -    |
| 1968 | Impero d'Etiopia           | Non qualificato  | - | - | - | -    |
| 1970 | Sudan                      | Non qualificato  | - | - | - | -    |
| 1972 | Camerun                    | Primo turno      | 0 | 3 | 0 | 3:3  |
| 1974 | Egitto                     | Non qualificato  | - | - | - | -    |
| 1976 | Etiopia                    | Campioni         | 4 | 2 | 0 | 11:6 |
| 1978 | Ghana                      | Primo turno      | 1 | 1 | 1 | 2:4  |
| 1980 | Nigeria                    | Terzo posto      | 2 | 1 | 2 | 4:3  |
| 1982 | Libia                      | Non qualificato  | - | - | - | -    |
| 1984 | Costa d'Avorio             | Non qualificato  | - | - | - | -    |
| 1986 | Egitto                     | Quarto posto     | 1 | 2 | 2 | 4:5  |
| 1988 | Marocco                    | Quarto posto     | 1 | 2 | 2 | 3:3  |
| 1990 | Algeria                    | Non qualificato  | - | - | - | -    |
| 1992 | Senegal                    | Primo turno      | 0 | 1 | 1 | 1:2  |
| 1994 | Tunisia                    | Non qualificato  | - | - | - | -    |
| 1996 | Sudafrica                  | Non qualificato  | - | - | - | -    |
| 1998 | Burkina Faso               | Quarti di finale | 2 | 1 | 1 | 6:3  |
| 2000 | Ghana / Nigeria            | Primo turno      | 1 | 1 | 1 | 1:2  |
| 2002 | Mali                       | Primo turno      | 1 | 1 | 1 | 3:4  |
| 2004 | Tunisia                    | Secondo posto    | 4 | 1 | 1 | 14:4 |
| 2006 | Egitto                     | Primo turno      | 0 | 2 | 1 | 0:1  |
| 2008 | Ghana                      | Primo turno      | 1 | 0 | 2 | 7:6  |
| 2010 | Angola                     | Non qualificato  | - | - | - | -    |
| 2012 | Gabon / Guinea Equatoriale | Primo turno      | 1 | 0 | 2 | 4:5  |
| 2013 | Sudafrica                  | Primo turno      | 0 | 3 | 0 | 3:3  |
| 2015 | Guinea Equatoriale         | Squalificato     | - | - | - | -    |
| 2017 | Gabon                      | Quarti di finale | 2 | 0 | 2 | 4:3  |
| 2019 | Egitto                     | Ottavi di finale | 3 | 1 | 0 | 4:1  |
| 2021 | Camerun                    | Quarti di finale | 3 | 1 | 1 | 8:5  |
| 2023 | Costa d'Avorio             | Ottavi di finale | 2 | 1 | 1 | 5:3  |

## Tutte le rose

### Mondiali
Coppa del Mondo FIFA 19701 Ben Kassou, 2 Lamrani, 3 Benkhrif, 4 Khanoussi, 5 Slimani, 6 Mahroufi, 7 Ghandi, 8 Bamous, 9 Faras, 10 El Filali, 11 Ghazouani, 12 Hazzaz, 13 Fadili, 14 Houmane, 15 Dahane, 16 Choukri, 17 Alaoui, 18 El Khiati, 19 Ouaraghli, CT: Vidinić
Coppa del Mondo FIFA 19861 Zaki, 2 Khalifa, 3 Lamris, 4 El Biyaz, 5 Bouyahyaoui, 6 Dolmy, 7 Mu. El Haddaoui, 8 Bouderbala, 9 Merry Krimau, 10 Timoumi, 11 Merry, 12 Hmied, 13 Rihati, 14 Ouadani, 15 Mo. El Haddaoui, 16 Amanallah, 17 Kahiri, 18 Sahil, 19 Jilal, 20 Bidar, 21 Soulaimain, 22 Mouddani, CT: Faría
Coppa del Mondo FIFA 19941 Azmi, 2 Abdellah, 3 El Hadrioui, 4 El Khalej, 5 Triki, 6 Naybet, 7 Hadji, 8 Azzouzi, 9 Chaouch, 10 El Haddaoui, 11 Daoudi, 12 Dghay, 13 Bahja, 14 Masbahi, 15 Hababi, 16 Nader, 17 El Ghrissi, 18 Neqrouz, 19 Bouyboud, 20 Kachloul, 21 Samadi, 22 Alaoui, CT: Blinda
Coppa del Mondo FIFA 19981 El Brazi, 2 Saber, 3 El Hadrioui, 4 Rossi, 5 Triki, 6 Naybet, 7 Hadji, 8 Chiba, 9 Hadda, 10 Ouakili, 11 El Khattabi, 12 Benzekri, 13 Neqrouz, 14 Bassir, 15 Abrami, 16 Azzouzi, 17 Amzine, 18 Chippo, 19 Sellami, 20 El Khalej, 21 Rokki, 22 Chadili, CT: Michel
Coppa del Mondo FIFA 20181 Bounou, 2 Hakimi, 3 Mendyl, 4 da Costa, 5 Benatia, 6 Saïss, 7 Ziyech, 8 El Ahmadi, 9 El Kaabi, 10 Belhanda, 11 Fajr, 12 Munir, 13 Boutaïb, 14 Boussoufa, 15 Aït Bennasser, 16 N. Amrabat, 17 Dirar, 18 Harit, 19 En-Nesyri, 20 Bouhaddouz, 21 S. Amrabat, 22 Tagnaouti, 23 Carcela-González, CT: Renard
Coppa del Mondo FIFA 20221 Bounou, 2 Hakimi, 3 Mazraoui, 4 Amrabat, 5 Aguerd, 6 Saïss, 7 Ziyech, 8 Ounahi, 9 Hamdallah, 10 Zaroury, 11 Sabiri, 12 Mohamedi, 13 Chair, 14 Aboukhlal, 15 Amallah, 16 Ezzalzouli, 17 Boufal, 18 El Yamiq, 19 En-Nesyri, 20 Dari, 21 Cheddira, 22 Tagnaouti, 23 Benoun, 24 El Khannouss, 25 Attiyat Allah, 26 Jabrane, CT: Regragui

### Coppa d'Africa
Coppa d'Africa 1976P Hazzaz, D Belmejdoub, D El Andaloussi, D Fetoui, D Glaoua, D Ihardane, C Dolmy, C Makrouh, C Moujahid, C Semmat, C Smiri, C Tazi, C Zahraoui, A Amcharrat, A Faras, A Guezzar, A Haddadi, CT: Mărdărescu
Coppa d'Africa 1986P Zaki, P Hmied, D Bouyahyaoui, D El Biyaz, D Khalifa, D Lamris, D Ouadani, C Bouderbala, C Dolmy, C Mo. El Haddaoui, C Mu. El Haddaoui, C Jebrane, C Sahil, C Soulaimain, A Khairi, A Labied, A Merry Krimau, A Rhiati, ? Bidane, ? Hammou, ? Yakdani, CT: Faría
Coppa d'Africa 1988P Azmi, P Zaki, D El Biyaz, D El Maataoui, D Lamris, C Benabicha, C Bouderbala, C Dolmy, C El Haddaoui, C Khairi, C Timoumi, A El Gharef, A Fadil, A Merry Krimau, A Nader, ? Hamraoui, ? Jabrane, ? Kiddi, ? Mouahid, ? Ouadani, CT: Faría
Coppa d'Africa 1992P Azmi, P El Brazi, P Zaki, D Abrami, D Azzouzi, D Bouhlal, D Bouyboud, D El Khalej, D Jilal, D Naybet, C Bouderbala, C Chaouch, C Daoudi, C Dmaei, C Mouloud, C Mrabet, C Raghib, A Laghrissi, A Nader, A Ouzougate, A Rajhy, A Rokbi, CT: Olk
Coppa d'Africa 19981 El Brazi, 2 Saber, 3 El Hadrioui, 4 Rossi, 5 Triki, 6 Naybet, 7 Hadji, 8 Chiba, 9 Fertout, 10 Ouakili, 11 El Khattabi, 12 Benzekri, 13 Bahja, 14 Bassir, 15 Abrami, 16 Azzouzi, 17 Jrindou, 18 Chippo, 19 Hadda, 20 Khalif, 21 El Khalej, 22 El Asmar, CT: Michel
Coppa d'Africa 20001 Fouhami, 2 Saber, 3 El Hadrioui, 4 Fahmi, 5 Neqrouz, 6 Naybet, 7 Hadji, 8 Chiba, 9 Hadda, 10 Ramzi, 11 Kachloul, 12 Gassi, 13 Bahja, 14 Bassir, 15 Abrami, 16 Mariana, 17 El Badraoui, 18 Chippo, 19 Sellami, 20 El Khalej, 21 Benmahmoud, 22 Chadili, CT: Michel
Coppa d'Africa 20021 Bagui, 2 Benmahmoud, 3 Roumani, 4 Ouaddou, 5 Fahmi, 6 Naybet, 7 Lafoui, 8 El Brazi, 9 Hadda, 10 Ramzi, 11 Zerouali, 12 Boukhari, 13 El Assas, 14 Bassir, 15 Safri, 16 El Jarmouni, 17 Amzine, 18 Chippo, 19 Chihab, 20 Rokki, 21 El Kaddouri, 22 Benzekri, CT: Coelho
Coppa d'Africa 20041 Fouhami, 2 Regragui, 3 Roumani, 4 Ouaddou, 5 El Karkouri, 6 Naybet, 7 Zairi, 8 Kissi, 9 Baha, 10 Hdiouad, 11 Moha, 12 El Jarmouni, 13 Kharja, 14 Bidoudane, 15 Safri, 16 Mokhtari, 17 Chamakh, 18 Alla, 19 Alioui, 20 Hadji, 21 Chihab, 22 Lamyaghri, CT: Zaki
Coppa d'Africa 20061 El Jarmouni, 2 Regragui, 3 Kacemi, 4 Ouaddou, 5 El Karkouri, 6 Naybet, 7 Zairi, 8 Ouchla, 9 Boussaboun, 10 Madihi, 11 Moha, 12 Chadili, 13 Kharja, 14 Abdessadek, 15 Safri, 16 Erbate, 17 Chamakh, 18 Chippo, 19 Būsherwān, 20 Hadji, 21 El Kaddouri, 22 Lamyaghri, 23 Armoumen, CT: Fakhir
Coppa d'Africa 20081 Lamyaghri, 2 Chrétien, 3 Mahdoufi, 4 Ouaddou, 5 El Karkouri, 6 Erbate, 7 Alloudi, 8 Kissi, 9 El Moubarki, 10 Sektioui, 11 Zerka, 12 Fouhami, 13 Kharja, 14 Chahiri, 15 Safri, 16 Mokhtari, 17 Chamakh, 18 Kabous, 19 Alioui, 20 Hadji, 21 El Kaddouri, 22 Bagui, 23 Būsherwān, CT: Michel
Coppa d'Africa 20121 Lamyaghri, 2 Chrétien, 3 El Kaddouri, 4 Kantari, 5 Benatia, 6 Hermach, 7 Taarabt, 8 El Ahmadi, 9 El-Arabi, 10 Belhanda, 11 Assaidi, 12 Amsifi, 13 Kharja, 14 Boussoufa, 15 El Kaoutari, 16 Alioui, 17 Chamakh, 18 Boukhriss, 19 Carcela-González, 20 Hadji, 21 Amrabat, 22 Badda, 23 Mrani, CT: Gerets
Coppa d'Africa 20131 Lamyaghri, 2 Achakhir, 3 Bergdich, 4 Kantari, 5 Benatia, 6 Hermach, 7 Barrada, 8 El Ahmadi, 9 El-Arabi, 10 Belhanda, 11 Assaidi, 12 Zniti, 13 Kaddioui, 14 El Hamdaoui, 15 El Kaoutari, 16 Noussir, 17 El Adoua, 18 Belghazouani, 19 Chafni, 20 Hamdallah, 21 Amrabat, 22 Askri, 23 Hafidi, CT: Taoussi
Coppa d'Africa 20171 Bounou, 2 Mendyl, 3 Chafik, 4 da Costa, 5 Benatia, 6 Saïss, 7 En-Nesyri, 8 El Ahmadi, 9 El-Arabi, 10 El Kaddouri, 11 Fajr, 12 Munir, 13 Boutaïb, 14 Boussoufa, 15 Aït Bennasser, 16 Rherras, 17 Dirar, 18 Atouchi, 19 Obbadi, 20 Bouhaddouz, 21 Carcela-González, 22 El Kharroubi, 23 Alioui, CT: Renard
Coppa d'Africa 20191 Bounou, 2 Hakimi, 3 Mazraoui, 4 da Costa, 5 Benatia, 6 Saïss, 7 Ziyech, 8 El Ahmadi, 9 Boufal, 10 Belhanda, 11 Fajr, 12 Munir, 13 Boutaïb, 14 Boussoufa, 15 Aït Bennasser, 16 Amrabat, 17 Dirar, 18 Bourabia, 19 En-Nesyri, 20 Idrissi, 21 Abdelhamid, 22 Tagnaouti, 23 Baadi, CT: Renard
Coppa d'Africa 20211 Bounou, 2 Hakimi, 3 Masina, 4 Amrabat, 5 Aguerd, 6 Saïss, 7 Louza, 8 Ounahi, 9 El Kaabi, 10 Munir, 11 Fajr, 12 Mohamedi, 13 Chair, 14 Aboukhlal, 15 Amallah, 16 Barkok, 17 Boufal, 18 Chakla, 19 En-Nesyri, 20 Alakouch, 21 El Karouani, 22 Tagnaouti, 23 R. Mmaee, 24 S. Mmaee, 25 Chibi, 26 Benoun, 27 Rahimi, 28 Tissoudali, CT: Halilhodžić
Coppa d'Africa 20231 Bounou, 2 Hakimi, 3 Mazraoui, 4 Amrabat, 5 Aguerd, 6 Saïss, 7 Ziyech, 8 Ounahi, 9 Tissoudali, 10 Harit, 11 Sabiri, 12 Mohamedi, 13 Abdelhamid, 14 El Azzouzi, 15 Amallah, 16 Ezzalzouli, 17 Boufal, 18 Abqar, 19 En-Nesyri, 20 El Kaabi, 21 Adli, 22 Benabid, 23 El Khannouss, 24 Richardson, 25 Attiyat Allah, 26 Riad, 27 Chibi, CT: Regragui

### Giochi olimpici
NOTA: Per le informazioni sulle rose successive al 1948 visionare la pagina della Nazionale olimpica.

## Rosa attuale
Lista dei giocatori convocati per le Qualificazioni alla Coppa delle nazioni africane 2025 del 15 e 19 novembre 2024.
Presenze e reti aggiornate al termine della seconda gara.
| 1  | P | Yassine Bounou      | 5 aprile 1991    | 71 | -36 | Al-Hilal                       |  |  |
| 12 | P | Munir El Kajoui     | 10 maggio 1989   | 49 | -29 | RS Berkane                     |  |  |
| 22 | P | Salaheddine Chihab  | 23 febbraio 1993 | 0  | 0   | Maghreb Fès                    |  |  |
| 27 | P | Ayoub El Khayati    | 31 gennaio 1998  | 0  | 0   | FAR Rabat                      |  |  |
|    |   |                     |                  |    |     |                                |  |  |
| 2  | D | Achraf Hakimi       | 4 novembre 1998  | 82 | 10  | Paris Saint-Germain (capitano) |  |  |
| 5  | D | Nayef Aguerd        | 30 marzo 1996    | 53 | 1   | Real Sociedad                  |  |  |
| 3  | D | Noussair Mazraoui   | 14 novembre 1997 | 31 | 2   | Manchester Utd                 |  |  |
| 25 | D | Yahia Attiyat Allah | 2 marzo 1995     | 22 | 0   | Al-Ahly                        |  |  |
| 6  | D | Adam Masina         | 26 marzo 1990    | 17 | 0   | Torino (capitano)              |  |  |
| 16 | D | Jamal Harkass       | 24 novembre 1995 | 4  | 1   | Wydad Casablanca               |  |  |
| 18 | D | Abdel Abqar         | 10 marzo 1999    | 3  | 0   | Alavés                         |  |  |
| 26 | D | Adam Aznou          | 2 giugno 2006    | 3  | 0   | Bayern Monaco II               |  |  |
|    |   |                     |                  |    |     |                                |  |  |
| 4  | C | Sofyan Amrabat      | 21 agosto 1996   | 62 | 0   | Fenerbahçe                     |  |  |
| 8  | C | Azzedine Ounahi     | 19 aprile 2000   | 36 | 7   | Panathīnaïkos                  |  |  |
| 23 | C | Bilal El Khannous   | 10 maggio 2004   | 18 | 0   | Leicester City                 |  |  |
| 15 | C | Ismael Saibari      | 28 gennaio 2001  | 9  | 2   | PSV                            |  |  |
| 14 | C | Oussama Targhalline | 20 maggio 2002   | 1  | 0   | Le Havre                       |  |  |
| 24 | C | Reda Belahyane      | 1º giugno 2004   | 1  | 0   | Verona                         |  |  |
|    |   |                     |                  |    |     |                                |  |  |
| 19 | A | Youssef En-Nesyri   | 1º giugno 1997   | 78 | 23  | Fenerbahçe                     |  |  |
| 20 | A | Ayoub El Kaabi      | 25 giugno 1993   | 52 | 26  | Olympiacos                     |  |  |
| 9  | A | Soufiane Rahimi     | 2 giugno 1996    | 25 | 10  | Al-Ain                         |  |  |
| 21 | A | Zakaria Aboukhlal   | 18 febbraio 2000 | 22 | 3   | Tolosa                         |  |  |
| 17 | A | Abde Ezzalzouli     | 17 dicembre 2001 | 21 | 2   | Betis                          |  |  |
| 10 | A | Brahim Díaz         | 3 agosto 1999    | 8  | 7   | Real Madrid                    |  |  |
| 13 | A | Eliesse Ben Seghir  | 16 febbraio 2005 | 8  | 3   | Monaco                         |  |  |
| 11 | A | Osame Sahraoui      | 11 giugno 2001   | 1  | 0   | Lilla                          |  |  |

## Statistiche individuali
Statistiche aggiornate al 25 marzo 2025.
- I giocatori in grassetto sono ancora in attività in nazionale.

### Record presenze
| Pos. | Giocatore         | Presenze | Reti | Periodo   |
| ---- | ----------------- | -------- | ---- | --------- |
| 1    | Noureddine Naybet | 115      | 2    | 1990-2006 |
| 2    | Ahmed Faras       | 94       | 36   | 1966-1979 |
| 3    | Romain Saïss      | 83       | 3    | 2012-     |
| 3    | Achraf Hakimi     | 83       | 10   | 2016-     |
| 5    | Youssef En-Nesyri | 80       | 23   | 2016-     |
| 6    | Youssef Safri     | 79       | 9    | 1999-2009 |
| 6    | Houssine Kharja   | 79       | 12   | 2004-2015 |
| 8    | Badou Zaki        | 78       | 0    | 1979-1992 |
| 9    | Abdelmajid Dolmy  | 76       | 2    | 1973-1988 |
| 10   | Yassine Bounou    | 74       | 0    | 2013-     |

### Record reti
| Pos. | Giocatore             | Reti | Presenze | Periodo   |
| ---- | --------------------- | ---- | -------- | --------- |
| 1    | Ahmed Faras           | 36   | 94       | 1966-1979 |
| 2    | Salaheddine Bassir    | 27   | 59       | 1994-2002 |
| 3    | Ayoub El Kaabi        | 26   | 54       | 2018-     |
| 4    | Hakim Ziyech          | 25   | 65       | 2015-     |
| 5    | Youssef En-Nesyri     | 23   | 80       | 2016-     |
| 6    | Hassan Amcharrat      | 21   | 62       | 1971-1979 |
| 7    | Abdeljalil Hadda      | 19   | 48       | 1995-2002 |
| 8    | Marouane Chamakh      | 18   | 65       | 2003-2014 |
| 9    | Abdelsalam El Ghrissi | 17   | 35       | 1984-1995 |
| 10   | Youssef El-Arabi      | 16   | 47       | 2010-2021 |
| 10   | Youssouf Hadji        | 16   | 64       | 2003-2012 |